# Пастьера
Пастье́ра (неаполитанская пастьера, итал. Pastiera napoletana) — десерт итальянской кухни, неаполитанская разновидность песочного пирога. Традиционно пастьеру подают на Пасху.

## Легенды о происхождении
Существует точка зрения, что пастьера — блюдо, сохранившееся в итальянской кухне с античных времён. Согласно этой гипотезе, в Древнем Риме пироги, похожие на пастьеру, готовились по случаю языческого праздника весны, посвящённого богине Церере. В итальянской энциклопедии «Треккани» и словаре «Гардзанти» слово «pastiera» связывается со словом «pasta» («тесто»). При этом в Италии чаще используется название «pastiera napoletana» («неаполитанская пастьера»).
Легенды о происхождении рецепта этого аналога кулича восходят к древности. Этот десерт часто упоминается в мифах о создании города Неаполя. Одна из легенд посвящена прекрасной русалке Парфенопе, которая обитала в Неаполитанском заливе возле крепости Кастель-дель-Ово. Она пела мелодичные песни, восхищавшие слушателей, общалась с местными жителями и моряками. В знак благодарности неаполитанцы почтили её мукой — символом процветания, рикоттой, указывающей на изобилие, яйцами — воплощением плодородия, и зерном, сваренным в молоке, в знак слияния животного и растительного начал. Цветы апельсина, специи и цукаты стали свидетельством гостеприимства народов Востока и Запада, а сахар — воплощением сладкого голоса и чарующих песен русалки. Из всего этого получилось неповторимое блюдо — пастьера.
По другой версии, пастьера была создана в Средневековье в одном из неаполитанских монастырей. Неизвестная монахиня хотела испечь к Пасхе пирог, символ Воскресения Христова, с ароматом цветов апельсиновых деревьев из монастырских садов. Она смешала горсть пшеницы с белым сыром рикотта, добавила несколько яиц — символ новой жизни, немного апельсиновой воды, засахаренного цитрона и ароматных азиатских специй. Так родилась пастьера..
Достоверно известно, что монахини одного из старейших неаполитанских католических монастырей — Сан Грегорио Армено (монастыря Святого Григория Армянского) считались виртуозами в сложном искусстве приготовления пастьер. На Пасху они обычно получали много заказов на их приготовление от богатых семей Неаполя.

## Описание и особенности
Неаполитанская пастьера представляет собой пирог из песочного теста (итал. pasta frolla) с начинкой из сыра рикотта, пшеницы, яиц, цукатов, пищевой апельсиновой эссенции и специй (в частности, корицы и ванили). Иногда добавляются пищевая цветочная эссенция и ром. Необычным элементом рецепта, косвенно указывающим на его глубокую древность, является использование в начинке, наряду с цукатами и сыром, зёрен пшеницы, разваренных до кремообразного состояния.
Рецепты приготовления пастьеры делятся на современные и исторические. Исторический рецепт требовал, чтобы на создание пирога уходило 4 дня - фактически, вся Страстная неделя. Некоторые неаполитанцы до сих пор следуют оригинальному рецепту. В таком варианте простая и неброская на первый взгляд пастьера является одним из сложнейших блюд итальянской кухни.
Современные рецепты и использование покупных заготовок (отваренной пшеницы и цукатов) позволяют приготовить пастьеру в один приём, поэтому сегодня её подают не только на Пасху.

## Приготовление по историческому рецепту

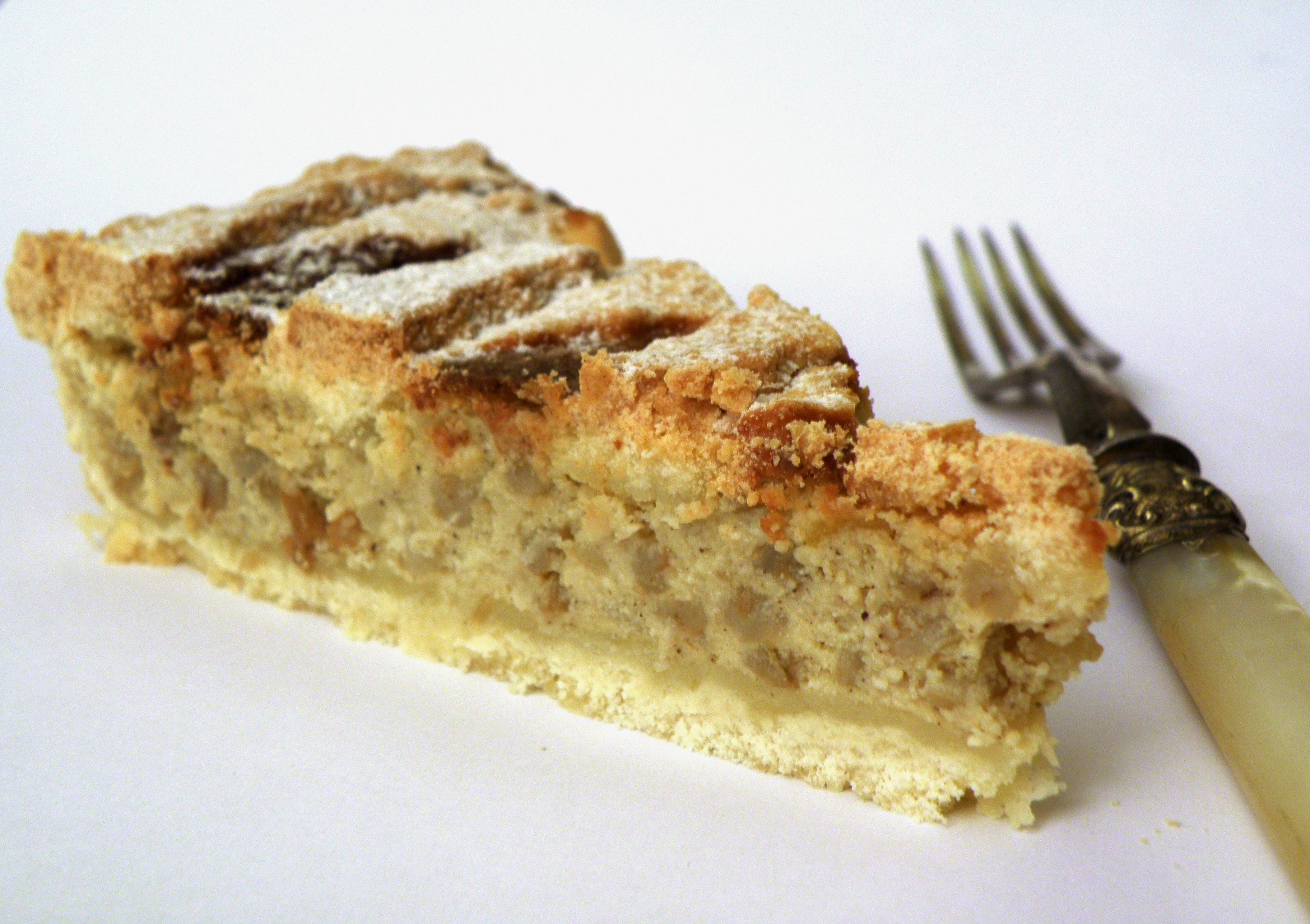
Пастьера в разрезе

Приготовление пастьеры по историческому рецепту, начинается с её самого уникального ингредиента — зёрен пшеницы, которые необходимо подготавливать в течение трёх дней, вымачивая, выдерживая и отваривая. За день до выпечки замешивают тесто, которое затем выдерживается на холоде 24 часа. Рикотту также выдерживают некоторое время, чтобы удалить из сыра избыток влаги.
На заключительном этапе подготовленная пшеница уваривается с молоком, сливочным маслом и корками цитрусовых до кремообразного состояния. После уваривания корки, нужные исключительно для аромата, удаляются. К получившемуся крему добавляют нарезанные цукаты и перетёртую с яйцами рикотту, обильно сдобренную цитрусовой эссенцией. Начинку толстым слоем выкладывают на тесто, помещённое в специальную круглую форму под названием «руото» (мн. ч. «руоти») и укладывают на неё крест-накрест полоски теста. Выпекается пастьера не менее часа. 
Пастьеру принято печь за несколько дней до Пасхи, не позднее Страстного четверга или Страстной пятницы, чтобы песочное тесто отстоялось и чтобы пастьера пропиталась запахами специй, цитрусов и цукатов, что и создаёт её уникальный аромат.
Хранится и подаётся пастьера при комнатной температуре, в той же форме, в которой она была приготовлена. Даже продаются пастьеры иногда вместе с «руоти», потому что они очень хрупки и легко рассыпаются, если их вынуть из формы.

## Пастьера в культуре
Блюдо упоминается в сборнике сказок «Пентамерон» Джамбаттисты Базиле, впервые изданном в 1634 году.
В итальянской комедии «Босс в гостиной» («итал. Un boss in salotto», 2014), которая обыгрывает культурные противоречия между Севером и Югом Италии, неаполитанец, приехавший к сестре, которая вышла замуж за северянина, готовит ей в подарок пастьеру. В ответ сестра объявляет, что их дом является зоной, свободной от пастьер, и предлагает брату вместо неё диетические овощные блюда. В конце фильма происходит примирение между братом и сестрой, которое знаменуется тем, что уже она печёт пастьеру и дарит её брату.